# دهستان بربرود شرقی
دهستان بربرودشرقی، دهستانی است از توابع بخش بربرود شرقی شهرستان الیگودرز در استان لرستان ایران.

#### جمعیت و اطلاعات دهستان
بر اساس سرشماری سال ۱۳۹۵ جمعیت آن ۱۰٬۴۲۹ نفر (۲٬۳۱۶ خانوار) بوده‌است و همچنین مرکز آن، روستای دوزان می باشد.